# الحديقة الوطنية جبل عرباطة
الحديقة الوطنية بجبل عرباطة هي حديقة وطنية تونسية أنشئت سنة 2010 في ولاية قفصة بمنطقة جبل عرباطة.
تمسح هذه الحديقة 5746 هكتارا تمتدّ كلّها في معتمديتي القصر والقطار. وقد أحدثت بهدف المحافظة على جزء من النظام الحيوي الجبلي المميز لسلسلة جبال الأطلس في جزئها التونسي الذي يسمى السلسلة الظهرية، وذلك بإعادة توطين نباتات وحيوانات نادرة ومهدّدة بالانقراض في هذه المنطقة كـالصنوبر الحلبي والأروية والعرعر الأحمر وغزال الجبل والنعام.
وتتميز بقيّة الحيوانات التي تعيش في الحديقة بتنوعها، إذ يوجد فيها 3 أنواع من البرمائيات و24 نوعا من الزواحف و77 نوعا من الطيور و19 نوعا من الثدييات.